# 稀释
稀释（英語：dilution）指对现有溶液加入更多溶剂而使其浓度减小的过程。在稀释後溶液的濃度減小，但溶質的總量不變。
例如將一莫耳（約58.5克）的食鹽（溶質）溶在一公升的水（溶劑）中，溶液的體積莫爾濃度為1M，若再加入一公升的水，溶液的體積莫爾濃度變為0.5M，但溶液食鹽的總量仍為一莫耳。